# 库马尔凯巴尔塔加奥恩
库马尔凯巴尔塔加奥恩（Kumar Kaibarta Gaon），是印度阿萨姆邦Jorhat县的一个城镇。总人口6345（2001年）。

## 人口
该地2001年总人口6345人，其中男性3333人，女性3012人；0—6岁人口529人，其中男271人，女258人；识字率81.29%，其中男性为85.63%，女性为76.49%。